# Крукович-Пшеджимирский, Хенрык
Хенрык Юлиуш Крукович-Пшеджимирский (нем. Henryk Juliusz Krukowicz-Przedrzymirski; 27 марта 1889 — 8 сентября 1944) — польский фигурист, представляя Австро-Венгрию на чемпионате Европы 1908 года в мужском одиночном катании, стал бронзовым призёром. Трёхкратный чемпион Польши (1922—1924 годов) в парном катании. Был вице-президентом Польской ассоциации фигурного катания, а также польского хоккея. Погиб во время Варшавского восстания.

## Спортивные достижения

### Мужчины
| Соревнования/Сезоны | 1908 |
| ------------------- | ---- |
| Чемпионаты Европы   | 3    |

### Пары
(с Ольгой Пшеджимирской)
| Соревнования/Сезоны | 1922 | 1923 | 1924 |
| ------------------- | ---- | ---- | ---- |
| Чемпионаты Польши   | 1    | 1    | 1    |